# IC 517
IC 517 ist eine Spiralgalaxie mit ausgedehnten Sternentstehungsgebieten vom Hubble-Typ SABab im Sternbild Hydra südlich der Ekliptik. Sie ist schätzungsweise 419 Millionen Lichtjahre von der Milchstraße entfernt und hat einen Durchmesser von etwa 50.000 Lichtjahren.
Im selben Himmelsareal befinden sich u. a. die Galaxien NGC 2616, IC 514, IC 515, IC 516.
Das Objekt wurde am 20. März 1893 vom französischen Astronomen Stéphane Javelle entdeckt.